# Aeropuerto de Araguaína
Aeropuerto de Araguaína (IATA: AUX, OACI: SWGN), es el aeropuerto que da servicio a Araguaína, Brasil. 
Es operado por Esaero.

## Historia
El aeropuerto es la principal puerta de entrada a la región norte del estado de Tocantins ya la región sur de los estados de Pará y Maranhão.
El aeropuerto ha sido renovado y las obras incluyeron la rampa, la pista, la iluminación de la pista y el edificio de la terminal.

## Aerolíneas y destinos
| Aerolíneas        | Destinos |
| ----------------- | -------- |
| Gol Linhas Aéreas | Brasília |

## Acceso
El aeropuerto está ubicado a 8 km (5 mi) del centro de Araguaína.